# Leonard Talmont
Leonard Talmont (ur. 6 listopada 1956 w Ejszyszkach) – litewski agronom i samorządowiec, działacz mniejszości polskiej na Litwie, poseł na Sejm Republiki Litewskiej.

## Życiorys
W 1979 ukończył studia na Akademii Rolniczej w Kownie. Pracował jako agronom w kołchozie Lenino priesakų, w latach 1990–1992 był jego dyrektorem.
W 1995 wybrano go do rady rejonu solecznickiego. Mandat uzyskiwał w kolejnych wyborach w 1997, 2000, 2002 i 2007. W latach 1995–2003 był wójtem gminy Ejszyszki. W 2003 został wybrany starostą rejonu solecznickiego. Został działaczem i przewodniczącym Akcji Wyborczej Polaków na Litwie w rejonie solecznickim.
Kandydował w wyborach parlamentarnych 2008, przechodząc do drugiej tury w okręgu Orany-Ejszyszki, w której ostatecznie przegrał z Algisem Kašėtą. W wyborach uzupełniających w 2009 ubiegał się o mandat poselski w okręgu Wilno-Soleczniki (z którego dotąd posłował Waldemar Tomaszewski), który zdobył w pierwszej turze większością blisko 76% głosów. W Sejmie zasiadł 24 listopada 2009, przystępując do frakcji partii Porządek i Sprawiedliwość.
W wyborach parlamentarnych w 2012 uzyskał poselską reelekcję również w pierwszej turze głosowania (z poparciem około 61%). Również w 2016 wygrał w pierwszej turze głosowania (z wynikiem około 64% głosów). Mandat deputowanego wykonywał do 2020.

## Odznaczenia
W 2009 odznaczony Krzyżem Kawalerskim Orderu Zasługi Rzeczypospolitej Polskiej.